# Jensen Interceptor (1950)
Jensen Interceptor – sportowy samochód osobowy produkowany przez brytyjską firmę Jensen w latach 1950–1957. Dostępny jako 2-drzwiowe coupé. Następca modelu PW. Do napędu używano silników R6 o pojemności czterech litrów. Moc przenoszona była na oś tylną poprzez 4-biegową manualną skrzynię biegów. Samochód został zastąpiony przez model 541. Powstało 88 egzemplarzy modelu.

## Dane techniczne (R6 4.0)

### Silnik
- R6 4,0 l (3990 cm³), 2 zawory na cylinder, OHV
- Układ zasilania: gaźnik
- Średnica cylindra × skok tłoka: 87,30 mm × 111,10 mm
- Stopień sprężania: 6,8:1
- Moc maksymalna: 132 KM (97 kW) przy 3700 obr./min
- Maksymalny moment obrotowy: 288 N•m przy 2200 obr./min

### Osiągi
- Przyspieszenie 0-80 km/h: 10,6 s
- Przyspieszenie 0-100 km/h: 17,8 s[2]
- Prędkość maksymalna: 164 km/h